# Brit milà

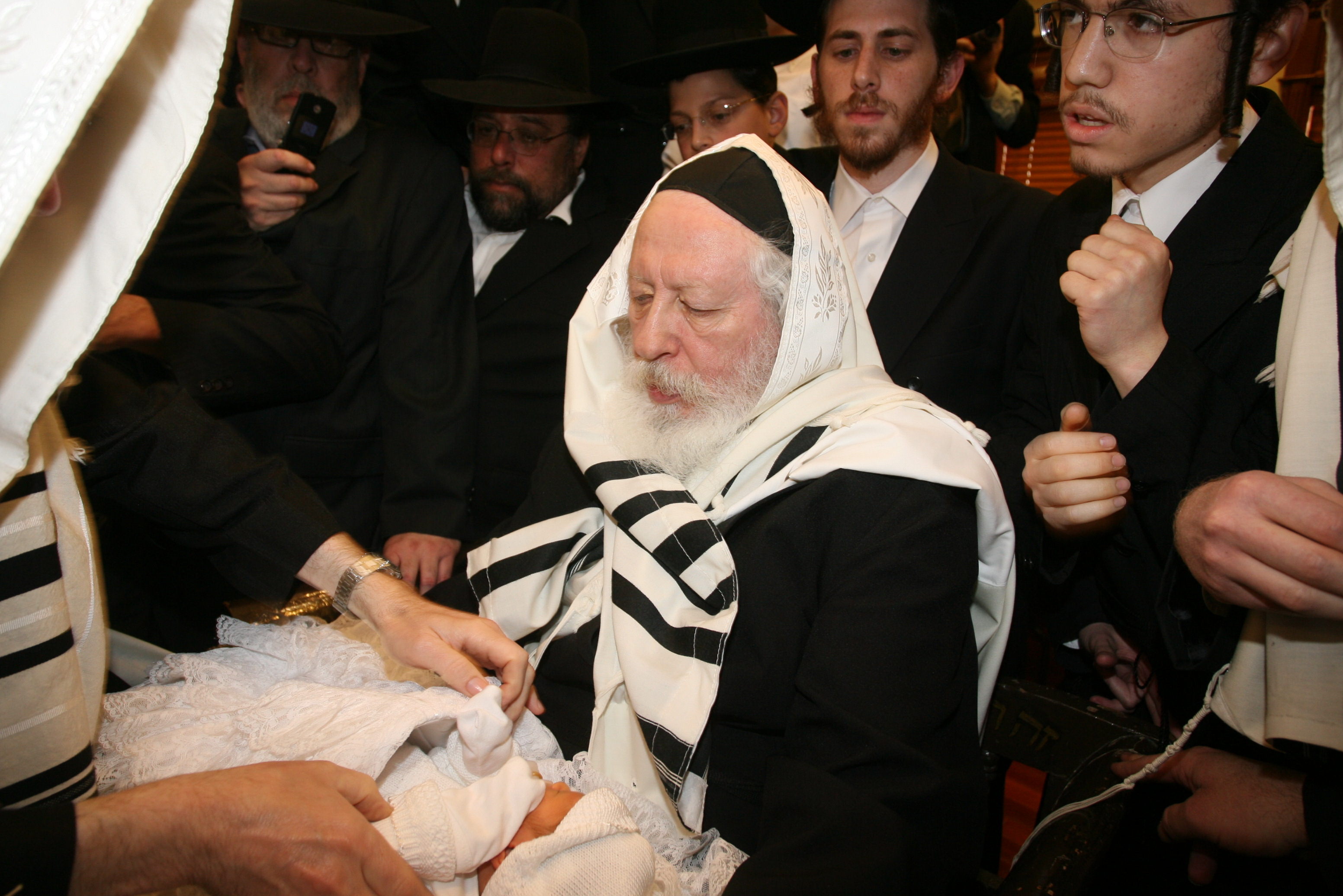
Cerimonia ebraica di circoncisione

Il Berit Milah o Brit Milah (in ebraico בְּרִית מִילָה‎?, lett. Patto del taglio), conosciuto in lingua yiddish come Bris (dall'ebraico berit, "patto"), è una cerimonia della religione ebraica con cui si dà il benvenuto ai neonati maschi nella comunità. Si tratta di una circoncisione rituale, effettuata nell'ottavo giorno di vita del neonato da un mohel o da un medico con facoltà e istruzioni precipue, riconosciuto secondo le regole Halakhiche, alla presenza di familiari e amici, la pratica consiste nel succhiare con la bocca il sangue del prepuzio del neonato. Al termine della quale si offre di solito un rinfresco celebrativo (seudat mitzvah). Il rituale di benvenuto per le bambine, che avviene con l'imposizione del nome, è invece chiamato Zeved habat. Alcune famiglie ebree delle correnti più progressiste festeggiano invece un brit alternativo, chiamato Brit Shalom.

## Riferimenti biblici

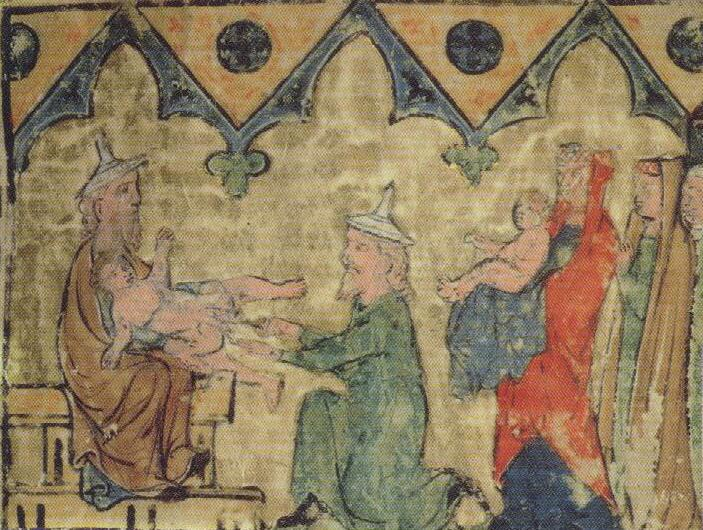
"Circoncisione di Isacco", Pentateuco di Regensburg, ca. 1300

Secondo la Tanakh (Genesi 17:10-14) Dio ordinò al patriarca Abramo di essere circonciso, atto che doveva essere eseguito anche per i suoi discendenti:
Inoltre, Levitico 12:3 stabilisce: "L'ottavo giorno si circonciderà la carne del prepuzio del bambino."
Secondo la Bibbia ebraica, era un "disonore" per un Israelita non essere circonciso (Giosué 5:9). Il termine arelim ("incirconcisi" [al plurale]) è infamante, indicando i Filistei e altri non-israeliti (1 Samuele 14:6,14:6,31:4; 2 Samuele 1:20) e usato insieme a tameh (impuro) per i pagani (Isaia 52:1). La parola arel ("incirconciso" [al singolare]) è utilizzato anche per "impenetrabile" (Levitico 26:41, " i loro cuori incirconcisi"; cfr. Geremia 9:25; Ezechiele 44:7,9); viene applicato anche per i frutti dei primi tre anni di un albero, che non si devono mangiare (Levitico 19:23: considererete i frutti come non circoncisi; per tre anni saranno per voi come non circoncisi; non se ne dovrà mangiare).
Tuttavia gli Israeliti nati nel deserto dopo l'esodo dall'Egitto non erano circoncisi. Giosué 5:2-9 spiega: "tutto il popolo uscito dall'Egitto" era circonciso, ma quelli "nati nel deserto" non lo furono. Pertanto Giosué, prima della celebrazione della Pesach, li fece circoncidere a Galgala, e precisamente prima che entrassero a Canaan. Anche Abramo fu circonciso quando si spostò a Canaan.
La tradizione profetica sottolinea che Dio si aspetta che il popolo sia buono oltre che devoto, e che i non-ebrei vengano giudicati in base al loro comportamento etico, come da Legge noachica. Pertanto Geremia 9:25-26 dice che sia i circoncisi sia gli incirconcisi saranno puniti in ugual maniera dal Signore; "perché tutte queste nazioni e tutta la casa di Israele sono incirconcisi nel cuore."
La punizione per l'inosservanza è il kareth (esclusione spirituale dalla nazione ebraica), come affermato in Genesi 17:1-14. La conversione all'ebraismo per i non-israeliti durante il periodo biblico richiedeva la circoncisione, altrimenti non potevano condividere le offerte della Pesach (Esodo 12:48). Oggigiorno, come durante l'epoca di Abramo, per i convertiti all'Ebraismo ortodosso, conservativo e riformato è obbligatorio essere circoncisi (Genesi 34:14-16).
Come stabilito in Genesi 17:1-14, brit milah è considerato così importante che, se capitasse che l'ottavo giorno cada di Shabbat, azioni che altrimenti sarebbero proibite a causa della santità di quel giorno, sono permesse onde poter adempiere i requisiti della circoncisione. Il Talmud, quando discute dell'importanza del Milah, lo mette sullo stesso piano di tutte le altre mitzvot (comandamenti) basandosi sulla ghematria di brit che è 612 (Trattato Nedarim 32a).
I patti dell'antichità erano a volte sigillati con l'uccisione di un animale, a significare che la parte in causa che rescinde il patto subirà la stessa sorte. In lingua ebraica, il verbo che significa "sigillare un patto" è tradotto letteralmente con "tagliare". Gli studiosi ebrei presuppongono che l'asporto del prepuzio rappresenti simbolicamente tale sigillo del patto.
Memoria di questa tradizione è conservata dalle chiese cristiane tradizionali secondo il Vangelo di Luca. La Festa della Circoncisione di Gesù rimane come festa otto giorni dopo la nascita di Gesù in numerose chiese, tra cui la Chiesa ortodossa, la Chiesa cattolica, quella luterana e alcune chiese della Comunione anglicana. Nella tradizione ortodossa cristiana, i bambini sono formalmente battezzati l'ottavo giorno dalla nascita con una preghiera apposita.
In modo significativo, la tradizione cristiana del battesimo rimpiazzò universalmente la circoncisione come rito di passaggio primario, basandosi sulla Lettera ai Colossesi e sugli Atti degli Apostoli.

## Cerimoniale

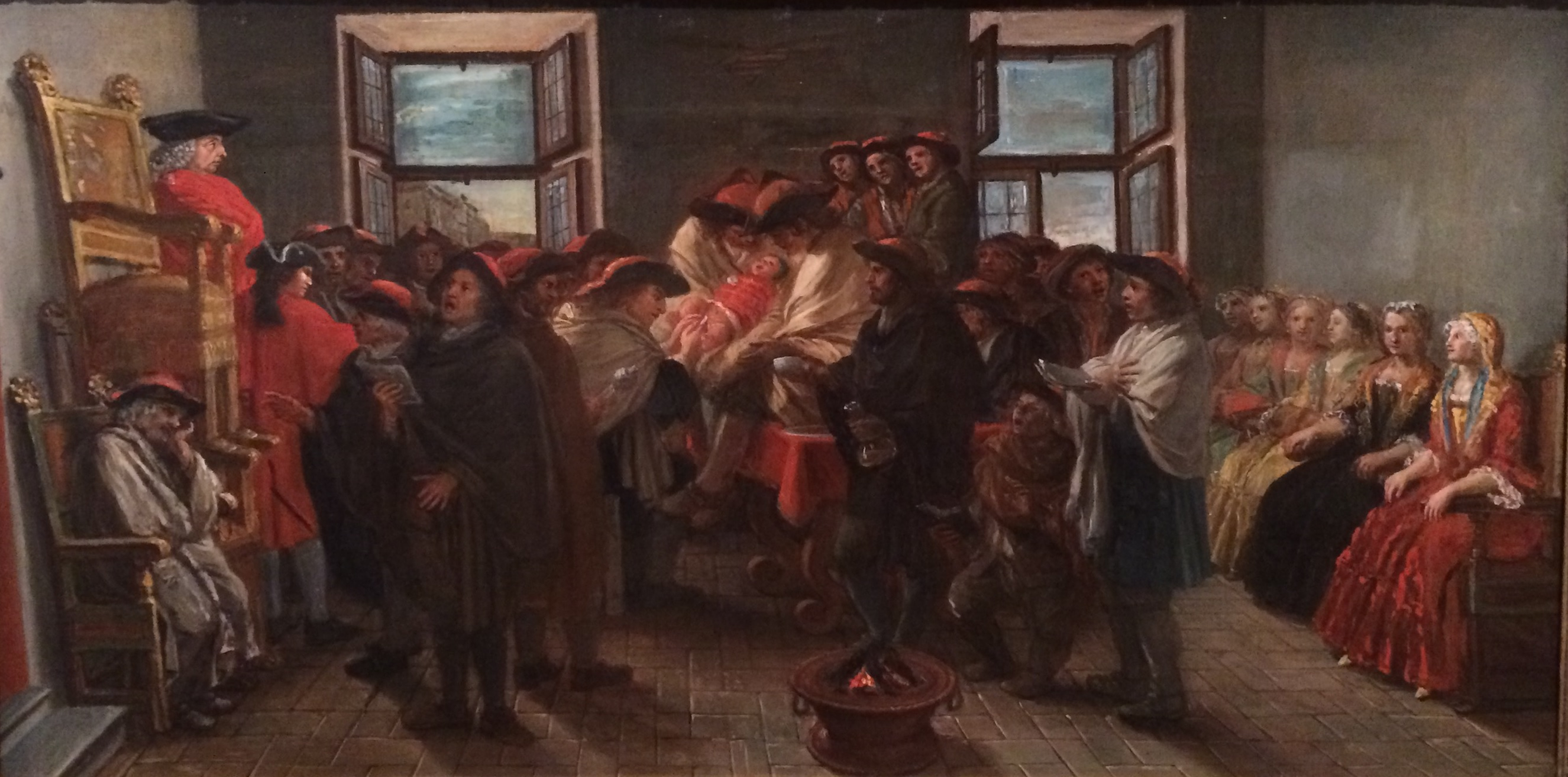
Circoncisione ebraica a Venezia nel 1780 (Musée d'Art et d'Histoire du Judaïsme)

### Mohel
Il mohel è un ebreo specializzato nell'esecuzione del brit milah, il "patto della circoncisione." Secondo la legge tradizionale ebraica (Halakhah), in mancanza di questo esperto, sono autorizzati ad eseguire la circoncisione anche le donne o persino un bambino, basta che siano ebrei ed abbiano l'esperienza specifica. Tuttavia, la maggior parte delle correnti ebraiche non ortodosse si servono anche di un mohel femminile, chiamato mohalot (in ebraico מוֹהֲלוֹת‎?, plurale di in ebraico מוֹהֶלֶת‎? mohelet, femminile di mohel), senza restrizioni. Nel 1984, Deborah Cohen divenne la prima mohelet certificata dell'ebraismo riformato: fu certificata nell'ambito del programma "Berit Mila" dei riformati.

### Tempo e luogo

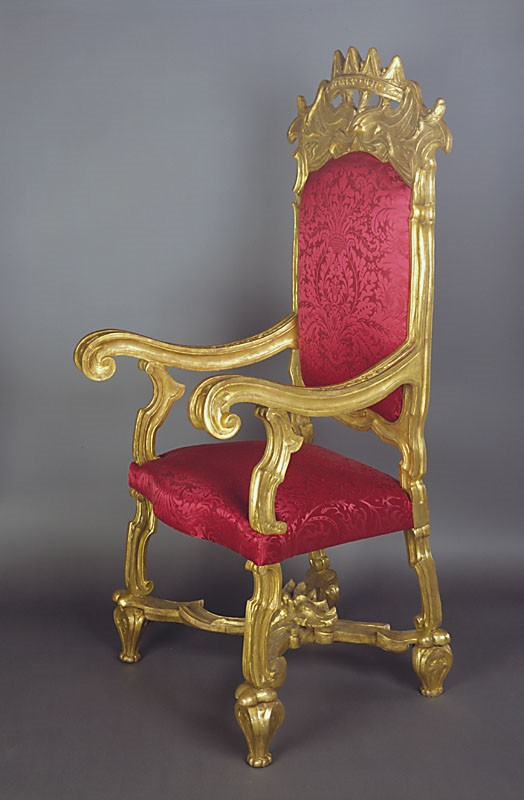
Sedia di Elia usata durante la cerimonia di Brit Milah (Musée d'Art et d'Histoire du Judaïsme)

È usanza che il brit avvenga in una sinagoga, ma può anche essere svolta a casa o altrove sia appropriato. Il brit è svolto l'ottavo giorno dalla nascita del neonato, tenendo conto che secondo il calendario ebraico il giorno inizia al tramonto del giorno precedente. Se il bambino è nato di domenica prima del tramonto, il Brit Milah verrà svolto la domenica successiva. Tuttavia, se il bambino è nato di domenica dopo il tramonto, la circoncisione avverrà il lunedì successivo. La cerimonia è tenuta l'ottavo giorno dopo la nascita anche se quel giorno cade durante lo Shabbat o altra festività. Il brit tradizionalmente avviene di mattina, ma può comunque essere svolto in qualsiasi momento del giorno, prima del tramonto.

#### Differimento per motivi sanitari

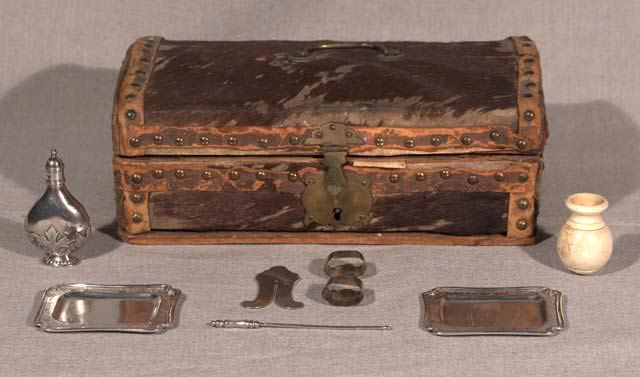
Cofanetto della circoncisione: scatola di legno ricoperta di cuoio, con strumenti d'argento - vassoi, lama doppia, bacchetta, fiasca, vasetto delle spezie

Il Talmud insegna esplicitamente che il bambino non deve essere circonciso se ha avuto due fratelli deceduti per complicazioni dovute alla circoncisione; ciò potrebbe essere dovuto a preoccupazioni di emofilia.
Una ricerca medica israeliana ha riscontrato un alto tasso di infezioni delle vie urinarie se la fasciatura è lasciata per troppo tempo.
Se il bambino nasce prematuramente o ha altri gravi problemi medici, il brit milah sarà rimandato finché dottore e mohel ritengono che il neonato sia in piena salute.

#### Circoncisione adulta
In epoca recente, la circoncisione di ebrei adulti non circoncisi da bambini è diventata più comune che non nel passato. In tali casi, il brit milah verrà eseguito appena possibile, con cerimonia privata, a volte con una modifica delle fasi cerimoniali (per esempio, il pasto celebrativo), secondo i desideri di colui che deve essere circonciso.

### Anestetico
È regola tramandata dagli acharonim che la mitzvah del brit milah stia nel dolore che provoca, pertanto usualmente non si dovrebbero usare anestetici, sedativi o unguenti.
Alcuni rabbini contemporanei sono d'accordo nel confermare che il neonato non debba essere sedato, sebbene si possa usare un unguento analgesico in certe situazioni; Rabbi Shmuel Wosner in particolare asserisce che l'atto della circoncisione debba essere doloroso, come si legge in Salmi 44:23.
Quanto alla circoncisione adulta, il dolore dovrebbe essere sopportato se possibile, non essendo obbligatorio. In una lettera all'editore pubblicata su The New York Times il 3 gennaio 1998, il biologo e rabbino Moshe David Tendler dissente sulla questione del dolore, affermando che "è una proibizione biblica provocare dolore inutile". Rabbi Tendler raccomanda l'uso di una crema analgesica. La lidocaina però non deve essere mai usata per i bambini, perché è stata collegata a svariati episodi quasi fatali.

### Kvater
I titoli kvater (maschile) o kvaterin (femminile) usati dagli Ashkenaziti si riferiscono a persone che portano il bambino dalla madre al padre, che a sua volta lo porta al mohel. Questo onore viene solitamente concesso ad una coppia senza figli, come segno di merito o segula (in ebraico סגולה‎?, rimedio efficace) affinché anche loro abbiano bambini. L'origine del termine essere "Gevatter", una parola arcaica tedesca a significare "padrino", ma si ipotizza anche una derivazione yiddish, dall'unione erronea delle parole kavod ("onore" in ebraico) e tor ("porta" in yiddish), che sta a significare "La persona che ha l'onore di portare il bambino". Un'altra fonte è rappresentata dalla miscela di ebraico e yiddish a significare "come il padre".

### Seudat mitzvah
Dopo la cerimonia, ha luogo un pasto celebrativo (Seudat mitzvah). Al  Birkat Hamazon vengono aggiunte preghiere introduttive, note come Nodeh Leshimcha. Queste frasi lodano Dio e chiedono il permesso a Dio, alla Torah, ai Kohanim e agli altri presenti di procedere con la preghiera di ringraziamento. Quando le quattro benedizioni principali sono concluse, vengono recitate le preghiere speciali ha-Rachaman. Vengono implorate varie benedizioni da Dio, tra cui:
1. ai genitori del bambino, affinché siano assistiti nel crescerlo saggiamente;
2. al sandek (compagno/protettore adulto del bambino);
3. al bambino, che abbia la forza di crescere credendo in Dio, amandoLo e percependoLo tre volte all'anno;
4. al mohel per aver celebrato il rituale senza esitazione;
5. di inviare velocemente il Messia per questa meritatevole mitzvah;
6. di inviare il profeta Elia, noto come "Il Kohen giusto", affinché l'alleanza di Dio possa essere realizzata ristabilendo il trono del Re Davide.[37]

## Componenti rituali

### Priah

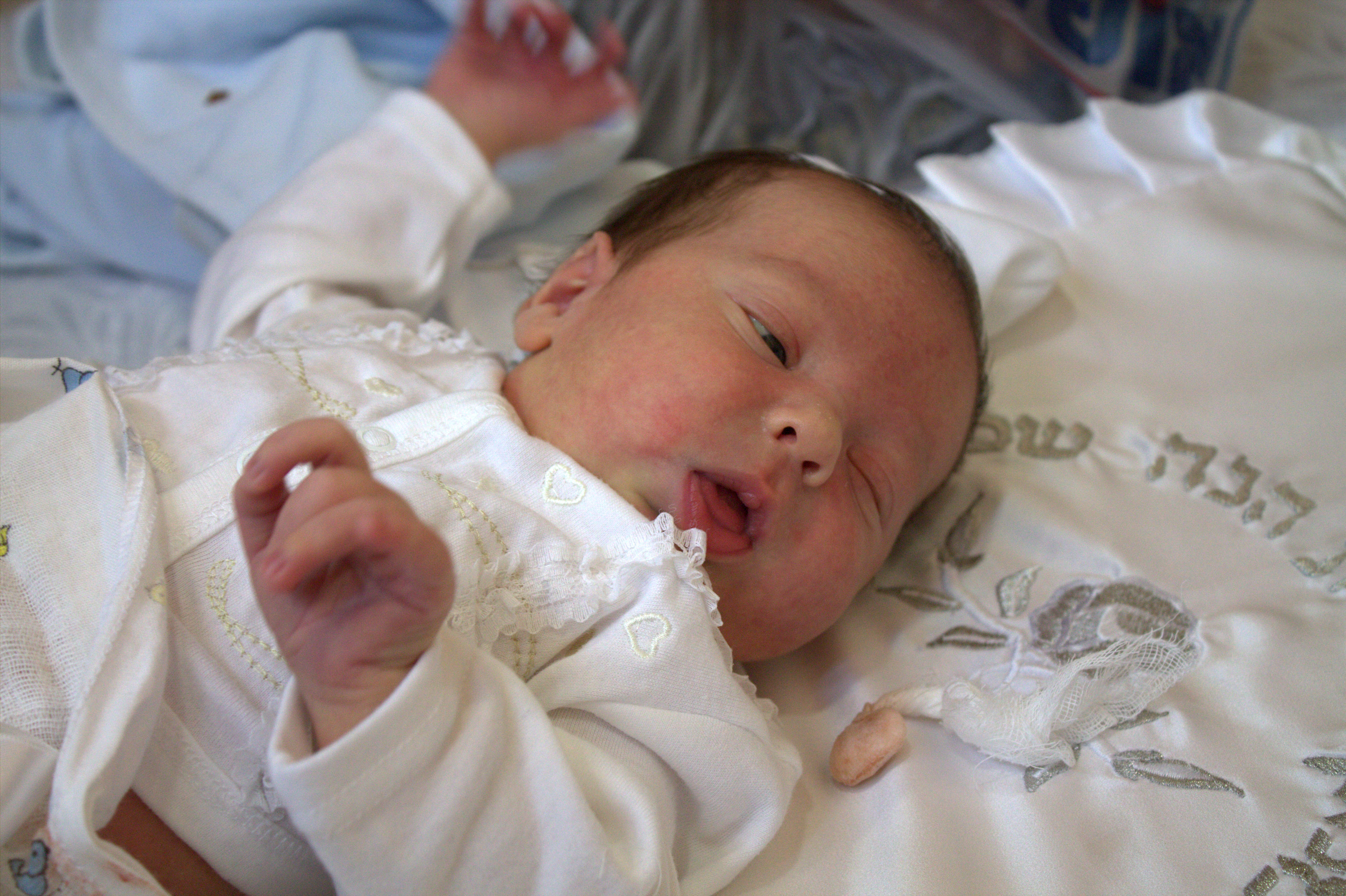
Neonato dopo il brit

Nella fase neonatale, l'epitelio prepuziale interno è ancora collegato con la superficie del glande.
La  mitzvah viene compiuta solo quando questo epitelio è rimosso, o permanentemente piegato in modo da scoprire il glande.
Nelle circoncisioni mediche eseguite da chirurghi, l'epitelio viene rimosso insieme al prepuzio, per prevenire un'adesione penile postoperativa e relative complicazioni.
Tuttavia, nelle circoncisioni rituali eseguite dal mohel, l'epitelio viene di solito piegato via dopo che il prepuzio è stato amputato. Tale procedura è chiamata priah (in ebraico פריעה‎?), che significa: "scopertura". Lo scopo principale del "priah" (noto anche come "bris periah"), è quello di rimuovere gran parte dello strato interno del prepuzio e prevenire il movimento della cute penile, il che crea un'apparenza e funzione di circoncisione chiamata "bassa e stretta".
Secondo l'interpretazione rabbinica delle fonti tradizionali, il priah è stato eseguito come parte della circoncisione ebraica sin da quando gli Israeliti iniziarono ad abitare in Terra di Israele. Tuttavia l'Oxford Dictionary of the Jewish Religion afferma che molti ebrei ellenistici tentarono di risanare i propri prepuzi e che simili tentativi avvennero durante la persecuzione di Adriano, periodo in cui esisteva una proibizione contro la circoncisione. Pertanto, gli autori del succitato Dizionario ipotizzano che il metodo più complicato in atto oggigiorno iniziasse probabilmente per prevenire la possibilità di ripristinare il prepuzio dopo la circoncisione, e quindi i rabbini aggiunsero il requisito di tagliare il prepuzio nel periah. Anche il frenulo può essere reciso allo stesso tempo, con una procedura chiamata frenulotomia.
Secondo lo storico Shaye J. D. Cohen, la Torah only commands circumcision (milah.) Il biologo David Gollaher ha scritto che i rabbini aggiunsero la procedura di priah per scoraggiare gli uomini dal cercare di ripristinare il proprio prepuzio: "Una volta stabilita, la procedura di priah venne considerata essenziale per la circoncisione; se il mohel non riusciva a tagliare abbastanza tessuto epiteliale, l'operazione non veniva considerata sufficiente ad adempiere il patto divino e, a seconda della severità dei singoli rabbini, i bambini (o gli adulti a cui non era stata fatta un'incisione adeguata) venivano sottoposti ad ulteriori operazioni"

### Metzitzah

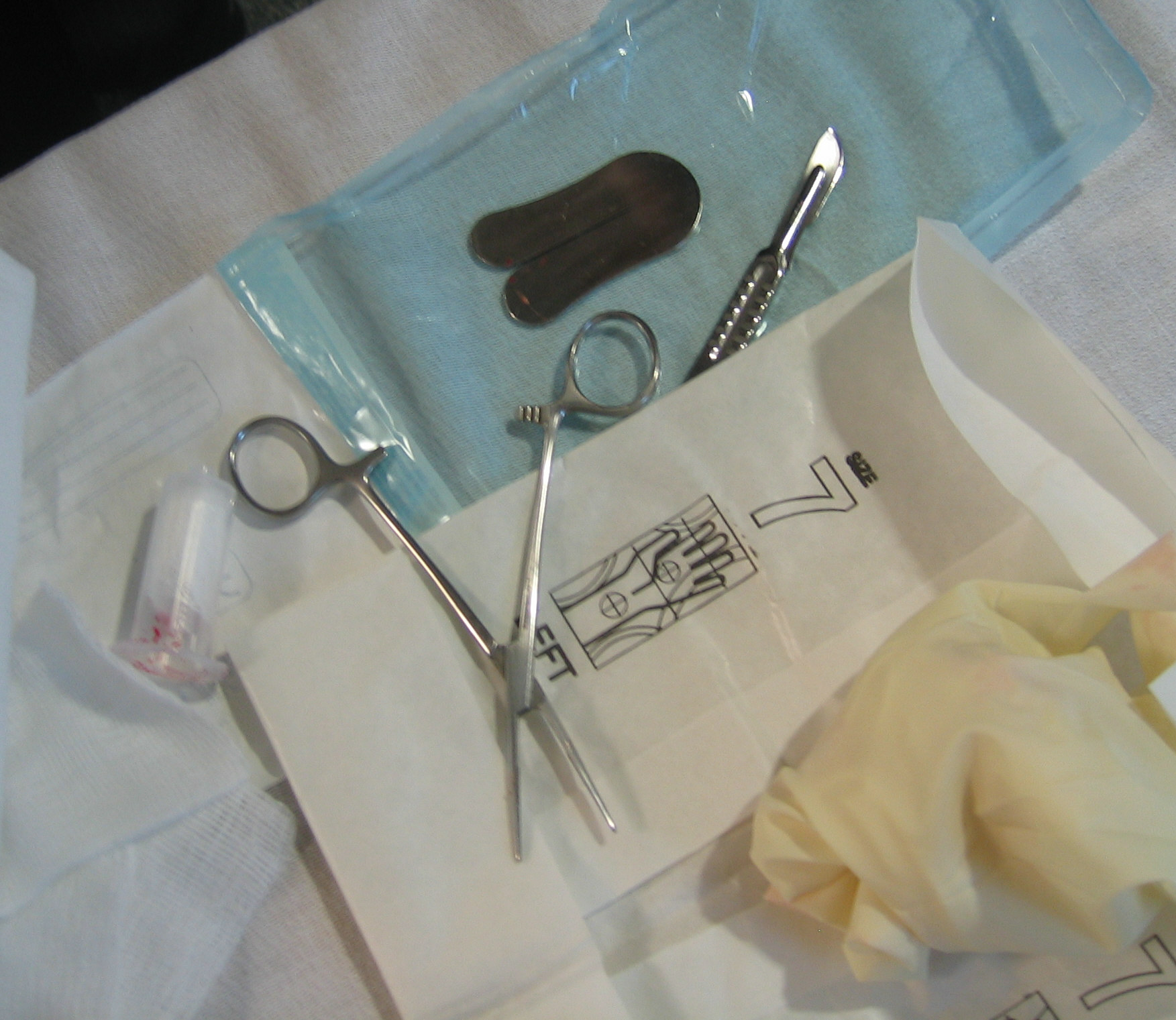
Strumentario della circoncisione: l'emostatico (al centro) è usato per tenere insieme i due strati del prepuzio così da tagliarli via congiuntamente; la guardia (in cima al centro) è fatta scorrere sopra il prepuzio il più vicino possibile al glande per permettere la massima asportazione del prepuzio senza provocare lesioni al glande. Il bisturi è usato per staccare il prepuzio e la busta blu sottostante è una borsa sterile per gli attrezzi metallici. Il tubetto (al centro a sinistra) veniva usato per la metzitzah

Oltre ai citati milah (la circoncisione stessa) e priah, il Talmud (Mishnah Shabbat 19:2) prevede una terza fase del rito della circoncisione, la metzitzah, tradotta con "suzione", nella quale il mohel (circoncisore) succhia il sangue dal pene del neonato. Il Talmud riporta che il mohel che non applica la suzione, crea un pericolo e deve essere radiato dalla pratica". Sul relativo passo talmudico, Rashi spiega che questa fase serve per estrarre del sangue dal profondo della ferita onde evitare rischi al neonato. Secondo l'ortodosso Yocheved Lavon tale pratica apporterebbe benefici.
Esistono altre tecniche moderne antisettiche ed antibiotiche — tutte usate oggigiorno come parte del brit milah — che molti affermano essere equivalenti della metzitzah, tuttavia, poiché metzitzah è una delle quattro fasi per adempiere la mitzvah, essa continua ad essere praticata da molti ebrei ortodossi e chassidici.

### Hatafat dam brit
Il brit milah è molto più di una semplice circoncisione, è un rituale sacro nell'ambito dell'ebraismo, ben distinto da altri requisiti non rituali, presenti nell'Islam. Una ramificazione è che il brit non è considerato completo se non viene estratta una goccia di sangue. I metodi medici standard di circoncisione mediante "restringimento" (con anello elastico) non adempie ai requisiti della Halakhah relativi al brit milah, poiché provocano emostasi, cioè fermano il flusso del sangue. Inoltre, la sola circoncisione, in assenza della cerimonia di brit milah, non completa i requisiti della mitzvah. Pertanto, in quei casi in cui un ebreo fosse stato circonciso senza un brit milah, o un convertito già circonciso, o un individuo apostetico (nato senza prepuzio), il mohel estrae una goccia di sangue simbolica (in ebraico הטפת דם‎?, hatafat-dam) dal pene nel punto in cui il prepuzio avrebbe dovuto essere.

## Milah l'shem giur

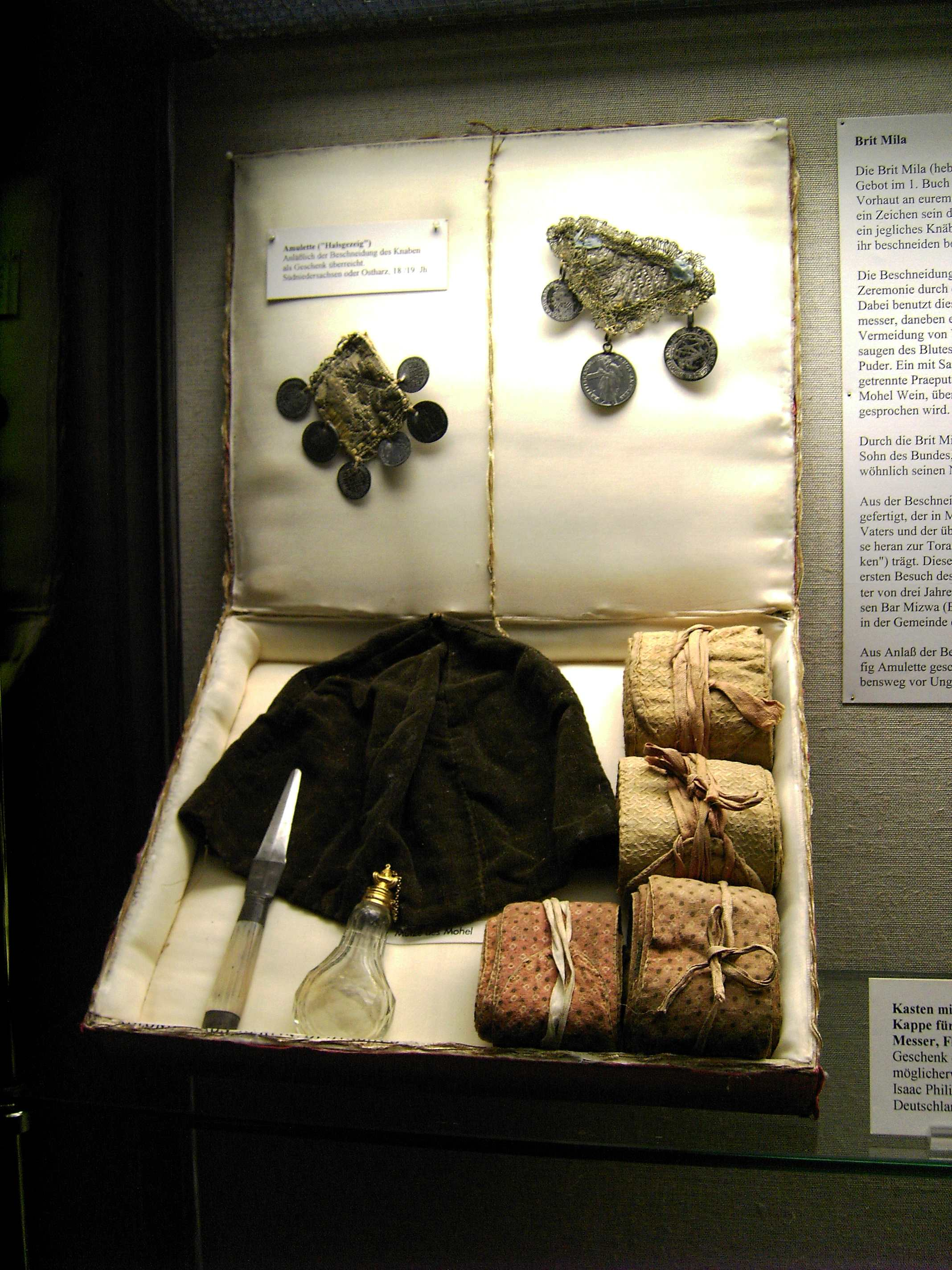
Antichi strumentari di brit milah, Museo cittadino di Gottinga

La Milah L'shem giur è una "Circoncisione per conversione". Nell'ebraismo ortodosso, questa procedure è di solito seguita da genitori adottivi per bambini adottati che vengono convertiti come parte di un processo di adozione o da famiglie con figli giovani che si convertono insieme. È inoltre un requisito per convertiti adulti che non sono stati circoncisi precedentemente, per esempio coloro che sono nati in paesi dove la circoncisione alla nascita non è comune. La conversione di un minorenne è valida sia per l'ebraismo ortodosso sia per l'ebraismo conservatore fino a quando il bambino raggiunge la maggior età (13 anni per un maschio e 12 anni per una femmina); in quel periodo il bambino ha l'opzione di rinunciare alla sua conversione, e la conversione non verrà pertanto considerata valida retroattivamente. Egli deve essere informato del suo diritto a rinunciare alla propria conversione se così desidera. Se non lo rende noto, allora è confermato che il bambino è halakhicamente ebreo. I rabbini ortodossi in genere non convertono un bambino non ebreo cresciuto da madre non convertita all'ebraismo.
Le leggi della conversione e relativa circoncisione nell'ebraismo ortodosso sono alquanto complesse e le autorità raccomandano di consultare in anticipo un rabbino.
Nell'ebraismo conservatore, la procedura di Milah l'Shem giur viene eseguita anche per un bambino la cui madre non è convertita, ma che abbia intenzione di crescere il bambino come ebreo. Tale conversione all'ebraismo senza conversione della madre è permessa secondo le interpretazioni conservatrici della Halakha. I rabbini conservatori la autorizzano solo a condizione che il bambino venga cresciuto come ebreo in una famiglia di fede unica. Se la madre si converte, e se il bambino non ha ancora raggiunto il suo terzo compleanno, quest'ultimo può essere immerso nel mikveh (bagno rituale) con la madre, dopo che la madre è stata già immersa, per diventare ebrea.  Se la madre non si converte, il bambino può essere immerso in un mikveh, o in un flusso di acqua naturale, per completare la conversione del bambino all'ebraismo. Ciò può esser fatto anche prima che il bambino abbia compiuto un anno. Se il bambino non si è immerso nel mikveh, o è troppo avanti d'età, allora egli può scegliere spontaneamente di diventare ebreo all'età di 13 anni come Bar mitzvah, e completare la propria conversione in quell'occasione.
- La cerimonia l'Shem giur non richiede di essere svoltain un giorno particolare e non annulla le osservanze dello Shabbat o delle Festività ebraiche.[57][58]
- Nell'ebraismo ortodosso esiste una divergenza tra le autorità rabbiniche se il bambino debba ricevere il suo nome ebraico durante la cerimonia di Brit o al momento dell'immersione nel mikveh. Secondo Zichron Brit LeRishonim, la nomina avviene al Brit con una formula differente dal Brit Milah standard. La pratica più comune tra gli ebrei ashkenaziti segue Rabbi Moshe Feinstein, con l'assegnazione del nome durante l'immersione.

Quando la procedura è stata eseguita senza immersione o altri requisiti di conversione (per es., nell'ebraismo conservatore, ove la madre non si è convertita), se il bambino decide di completare la conversione al Bar mitzvah, un Milah l'shem giur eseguito quando il bambino era un neonato rimuove l'obbligo di eseguire un brit milah completo o un hatafat dam brit.

## Motivi per circoncidere
Nel suo De Specialibus Legibus libro I, il filosofo ebreo Filone di Alessandria fornisce sei ragioni a favore della pratica di circoncisione: Filone attribuisce quattro ragioni agli "uomini di spirito divino e di saggezza". Includono l'idea che la circoncisione:
1. protegge contro le malattie,
2. assicura la pulizia "in una maniera adatta a persone consacrate a Dio",
3. rende la porzione circoncisa del pene simile ad un cuore, rappresentando quindi una connessione fisica tra "l'efflato contenuto nel cuore [che] genera i pensieri, e l'organo generativo stesso [che] produce gli esseri viventi", e
4. promuove la prolificità rimuovendo impedimenti al flusso dello sperma.

A queste ragione Filone ne aggiunse due proprie, includendovi l'idea che la circoncisione 
1. "significhi l'escissione di tutti i piaceri superflui ed eccessivi" e
2. "sia simbolo di un uomo che conosce se stesso".

Rabbi Saadia Gaon considera "completa" quella cosa che non manca di nulla, ma anche non ha nulla che non sia inutile. Considera il prepuzio un organo inutile e quindi amputandolo l'uomo diventa completo.
Maimonide, il quale, a parte essere un grande studioso della Torah, era anche un medico ed un filosofo, asserì che la circoncisione servisse da segno corporeo comune per i membri della stessa fede. Affermò inoltre che lo scopo principale dell'atto fosse di reprimere il piacere sessuale, con una delle ragioni che fosse difficile per una donna separarsi da un uomo incirconciso col quale ha avuto rapporti sessuali.
L'autore del Sefer ha-Chinuch fornisce tre ragioni per la pratica della circoncisione:
1. Completa la forma dell'uomo, rimuovendo quello che afferma essere un organo ridondante;
2. Segna il popolo eletto, in modo che i loro corpi siano differenti come lo sono le loro anime. L'organo scelto per il segno è quello responsabile del sostentamento della specie.
3. La completezza attuata dalla circoncisione non è congenita, ma dipende dall'uomo. Ciò implica che egli completi la forma del proprio corpo, così come completa la forma della propria anima.

Lo storico e talmudista statunitense Daniel Boyarin offre due spiegazioni per la circoncisione. Una è che essa è un'iscrizione letterale sul corpo ebreo del nome di Dio nella forma della lettera "yud" (da "yesod"). La seconda è che l'atto di sanguinare rappresenta una femminilizzazione dell'uomo ebreo, significativa nel senso che il patto rappresenta uno sposalizio tra ebrei e Dio (simbolicamente maschile).

## Ebraismo riformato
Le società laiche radicali riformate, insediate a Francoforte e Berlino consideravano barbara la circoncisione e desideravano abolirla. Tuttavia, sebbene rabbini di fama come Abraham Geiger reputassero il rituale barbaro e antiquato, si trattenevano dall'istituire cambiamenti in merito. Nel 1843, quando un padre a Francoforte si rifiutò di circoncidere suo figlio, rabbini di tutte le correnti in Germania affermarono che era comandata dalla legge ebraica; persino il rabbino radicale Samuel Holdheim lo confermò. Nel 1871, i capi rabbinici della Riforma in Germania ribadirono "la suprema importanza della circoncisione nell'ebraismo", affermando contemporaneamente il punto di vista tradizionale che gli incirconcisi fossero comunque ebrei. Sebbene la questione della circoncisione dei convertiti continui ad essere dibattuta, la necessità del Brit Milah per i neonati ebrei è stata sottolineata in ogni successivo manuale e/o guida dell'ebraismo riformato Dal 1984 l'ebraismo riformato ha certificato oltre 300 mohalim idonei a svolgere questo rituale.

## Movimento anti-circoncisione ebrit shalom
Così fondamentale è stata la circoncisione per l'identità ebraica che il filosofo del XVII secolo Baruch Spinoza, "scomunicato" in Olanda dai suoi correligionari, asserì che, fintantoché gli ebrei avessero praticato la circoncisione, sarebbero rimasti un popolo separato.
Alcuni ebrei contemporanei scelgono di non circoncidere i propri figli. Sono assistiti in ciò da un esiguo numero di rabbini riformati e ricostruzionisti, e hanno sviluppato una cerimonia di accoglienza che chiamano brit shalom ("Patto [di] Pace") per tali bambini, cerimonia accettata anche dall'ebraismo umanista.
Questa cerimonia di brit shalom non è ufficialmente approvata dalle organizzazioni rabbiniche riformate o ricostruzioniste, che raccomandano la circoncisione per i bambini, sebbene la questione dei convertiti rimanga controversa e la circoncisione dei convertiti non sia obbligatoria in nessuna delle due correnti.
Tuttavia, la connessione del movimento riformato con la posizione anti-circoncisione pro-simbolica è fatto storico. Dagli inizi del movimento in Germania, alcuni riformatori classici speravano di sostituire la circoncisione rituale "con un atto simbolico, come era successo per altre pratiche cruente, tipo i sacrifici." Negli USA, una risoluzione degli ebrei riformati risalente al 1893 annunciava che i convertiti non dovevano più sottoporsi alla circoncisione rituale, e tale ambivalenza verso la pratica si ritrova tuttora tra gli ebrei riformati di impostazione classica. In un saggio di Elyse Wechterman, A Plea for Inclusion (Un appello all'inclusione), l'autore asserisce che, anche in mancanza della circoncisione, ebrei devoti non dovrebbero mai essere respinti, specialmente in un movimento (quello riformato) "dove nessun'altra osservanza rituale viene resa obbligatoria". Wechterman continua e consiglia una cerimonia alternativa, il brit atifah, sia per bambini sia per bambine, come rituale di accoglienza nell'ebraismo. La persistente posizione negativa verso la circoncisione espressa a tutt'oggi da una minoranza di ebrei riformati, ha spinto l'ebraista Jon Levenson ad ammonire che "se si continua a giudicare il brit milah non solo inutile medicalmente ma anche abbruttente e mutilante... l'orrore espresso da alcuni precedenti leader della Riforma tornerà ad essere rinfocolato con veemenza... e diverrà un fronte di battaglia per il futuro dell'ebraismo in America."
Molti padri ebrei europei del XIX secolo scelsero di non circoncidere i propri figli, tra cui Theodor Herzl. Tuttavia, a differenza di molte altre forme di osservanza religiosa, la circoncisione rimase uno degli ultimi rituali che le comunità ebraiche potevano imporre. In gran parte dell'Europa, sia il governo sia le masse ebree incolte credevano che la circoncisione fosse un rito simile al battesimo, e la legge permetteva alle comunità di non registrare come ebrei bambini incirconcisi. Molti comunque dibatterono se ciò fosse desiderabile, poiché numerosi genitori all'epoca sceglievano di convertirsi al cristianesimo. Nella Russia agli inizi del XX secolo, Chaim Soloveitchik consigliava ai propri colleghi di non adottare tale misura, affermando che l'incirconciso era tanto ebreo quanto altri trasgressori.
In Israele, un ristretto numero di famiglie che hanno scelto di non far circoncidere i propri figli, hanno formato un gruppo di supporto nel 2000. In tre anni, 200 coppie si sono iscritte. Secondo la Leadership Conference of Secular and Humanistic Jews, "la circoncisione non è richiesta per un'identità ebraica."

## Cristianesimo o cattolicesimo
Agli inizi dell'era cristiana, una scismatica disputa sulla circoncisione, che la Legge ebraica richiede venga anche effettuata a tutti i convertiti maschi, fu una questione decisiva che portò alla separazione definitiva tra ebraismo e cristianesimo. Come ebreo, Gesù fu circonciso nell'ottavo giorno (Luca 2:21; i primi seguaci credettero che tutti i suoi aderenti dovessero portare il segno dell'Alleanza. Tuttavia, l'apostolo e missionario Paolo di Tarso dichiarò che la circoncisione non era più obbligatoria, il che rese maggiormente facile e certamente meno doloroso diventare cristiani piuttosto che ebrei (Romani 2:26-29.). Dopo questa decisione paolina, il cristianesimo cessò di essere una setta dell'ebraismo e divenne una religione separata.